# Joyce Salisbury
Joyce E. Salisbury es una historiadora estadounidense. Obtuvo el título de doctora en Historia Medieval por la Universidad de Rutgers en 1981. Entre sus publicaciones se encuentran Sex in the Middle Ages. A Book of Essays (1991), Church Fathers, Independent Virgins (1991), The Beast Within: Animals in the Middle Ages (1994) o Perpetua's Passion: The Death and Memory of a Young Roman Woman (1997), entre otras.